# Dejan Jakovic
Dejan Jakovic (n. 16 iulie 1985, Karlovac, Iugoslavia) este un fotbalist canadian.
Între 2009 și 2018, Jakovic a jucat 39 de meciuri pentru Echipa națională de fotbal a Canadei.

## Statistici
| Canada | Canada  | Canada |
| An     | Meciuri | Goluri |
| ------ | ------- | ------ |
| 2009   | 5       | 0      |
| 2010   | 3       | 0      |
| 2011   | 2       | 0      |
| 2012   | 1       | 0      |
| 2013   | 4       | 0      |
| 2014   | 1       | 0      |
| 2015   | 9       | 0      |
| 2016   | 6       | 0      |
| 2017   | 6       | 0      |
| 2018   | 1       | 0      |
| Total  | 38      | 0      |